# مارغريت هاريسون
مارغريت هاريسون (بالإنجليزية: Marguerite Harrison)‏ هي صحفية وجاسوسة أمريكية، ولدت في 1 أكتوبر 1879 في بالتيمور في الولايات المتحدة، وتوفيت في 16 يوليو 1967.

## وصلات خارجية
- مارغريت هاريسون على موقع IMDb (الإنجليزية)
- مارغريت هاريسون على موقع قاعدة بيانات الفيلم (الإنجليزية)